# Blindtarmsinflammation
Blindtarmsinflammation eller appendicit innebär att det maskformiga blindtarmsbihanget (latin appendix vermiformis) är inflammerat.

## Orsak
Etiologin till sjukdomen är oklar, och sannolikt multifaktoriell.
Tillståndet tros uppkomma på grund av svullnad av bihangets lymfatiska vävnad, ibland i kombination med en fekalsten som blockerar bihangets öppning. Detta orsakar i sin tur överväxt av bakterier i bihanget, med ökat tryck och inflammation vilket ger upphov till symtomen. Om det ökade trycket och inflammationen inte åtgärdas finns risk för brustet blindtarmsbihang och bukhinneinflammation.

## Epidemiologi
Ungefär 7 % av befolkningen i Europa och Nordamerika drabbas under sin livstid. I u-länder är siffrorna lägre. Vanligaste åldern för insjuknande är 10–20 år, men kan ske i alla åldrar. Män drabbas något oftare än kvinnor.

## Symptom
De typiska symptomen innefattar magsmärta – som initialt ofta sitter centralt kring naveln men senare vandrar neråt och ut mot höger sida av buken – och vidare feber, illamående samt kräkningar. Vanligtvis förvärras smärtan av rörelse, hosta och nysning.

## Diagnostik

### Klinisk undersökning
Ett flertal kliniska test finns för diagnostisera blindtarmsinflammation: 
- Psoas-tecken: man lyfter upp högerbenet genom att böja i höften. Om detta utlöser smärta talar det för att blindtarmen kan vara inflammerad.
- Rovsigns-tecken: palpation från nedre vänstra delen av buken längs grovtarmen (som ett upp och ner vänt u), om detta utlöser stigande smärta när man närmar sig blindtarmen talar detta för inflammation i området.
- Obturatoris-tecken: Lyft högerben och samtidigt rotation i höften utlöser smärta vid inflammation då den underliggande muskeln (musculus obturatorius) i denna rörelse spänns och trycker på blindtarmen
- Dunphys-tecken: Hosta utlöser smärta över blindtarmen.
- Blumbergs-tecken: Tryck över nedre vänstra delen av buken med plötsligt släpp utlöser smärta över blindtarmen till höger vid inflammation.

### Laboratorietester
Vid blindtarmsinflammation är vanligen antalet vita blodkroppar i blodet förhöjt, framför allt av typen neutrofiler. Även CRP-prov (snabbsänka) kan vara förhöjt som tecken på inflammation. Dessa prover är dock mycket ospecifika och andra tillstånd kan ge liknande värden.

### Bildundersökningar
Om radiologisk bildundersökning används är det vanligast med ultraljud eller skiktröntgen för att diagnostisera blindtarmsinflammation.
Magnetkameraundersökning kan vara av värde, speciellt hos kvinnor i början av sin graviditet.

## Behandling
Åkomman behandlas oftast med en operation, varvid man avlägsnar det inflammerade blindtarmsbihanget. Operationen kan antingen göras med ett öppet snitt eller med så kallad titthålskirurgi. Ofta ges preoperativ antibiotikabehandling. Om var påträffas under operationen kan även postoperativ antibiotikabehandling ges. I vissa fall där patienten inte opereras kan antibiotika ges. Utvärdering av vilka patienter som ska behandlas hur pågår fortfarande.
Obehandlad kan sjukdomen leda till döden om bihanget spricker och tarminnehåll läcker ut i bukhålan.